# Ephesia obscura
Ephesia obscura là một loài bướm đêm trong họ Noctuidae.